# Callippus
Callippus (phiên âm: /kəˈlɪp.əs/, tiếng Hy Lạp cổ: Κάλλιππος, khoảng 370 TCN-khoảng 300 TCN) là nhà thiên văn học và nhà toán học người Hy Lạp.

## Tiểu sử
Callippus sinh ra tại Cyzicus và theo học Eudoxus tại học viện của Plato. Ông cũng làm việc với Aristotle tại Lyceum có nghĩa la Callippus năng nổ trước khi Aristotle qua đời vào năm 322 TCN. Callippus quan sát các chuyển động của các hành tinh và cố gắng sử dụng công trình nghiên cứu của Eudoxus về các quả cầu được liên kết với nhau để tính toán những chuyển động này. Tuy nhiên ông tìm được 27 quả cầu không đủ để tính toán các chuyển động của các hành tinh, vì thế ông đã thêm 7 hành tinh thành 34. Theo như mô tả của Siêu hình học của Aristotle, Callippus thêm hai quả cầu cho Mặt Trời, hai quả cầu cho Mặt Trăng và 3 quả cầu mỗi qua cho Thủy tinh, Kim tinh và Hỏa tinh.
Callippus đã thực hiện các đo đạc cẩn thận về độ dài của các mùa, tìm ra được rằng chúng (bắt đầu với xuân phân) có độ dài lần lượt là 94 ngày, 92 ngày, 89 ngày và 90 ngày. Sự chênh lệch này đã thể hiện sự chênh lệch tốc độ của Mặt Trời, được gọi là sự dị thường Mặt Trời. Ông cũng hoàn thành công việc của Meton xứ Athens để đo độ dài của năm và xây dựng một âm dương lịch chính xác. Đường tròn Meton có 19 năm chí tuyến, 235 tháng giao hội với tổng số ngày là 6940 ngày. Đường tròn Callippus đã xác định số ngày trên mỗi quỹ đạo và số lần quay trên mỗi quỹ đạo dựa trên đường tròn Meton, lưu ý sự khác biệt su 4 đường tròn Meton với khoảng thời gian 76 năm. Phân biệt sự luân phiên và ngày suy luạn ra sự hiểu biết của đường tròn tuế sai.
Callippus đã bắt đầu đường tròn quan sát của mình vào ngày hạ chí của năm 330 TCN, tức là ngày 28 tháng 6 trong lịch Julius đón trước. Vị trí bắt đầu của đường tròn vị trí của sao và giờ tinh tú được điểm vào pha tối, và sau đó được sử dụng bởi các nhà thiên văn học sau đó để xác định kích thước trong những quan sát của họ trong mối quan hệ với các pha tối tiếp theo. Đường tròn Callippus với độ dài 76 năm xuất hiện để được sử dụng trong Máy Antikythera, một chiếc đồng hồ cơ khí thiên văn cổ đại và là một công cụ hỗ trợ quan sát của thế kỷ 2 TCN (được khám phá dưới đáy Địa Trung Hải gần Hy Lạp). Chiếc máy có một cái đo cho vòng tron Callippus và 76 năm được nhắc đến trong văn bản Hy Lạp như là một cẩm nang của thiết bị cổ đại này. Miệng núi lửa Callippus ở trên Mặt Trăng được đặt theo tên của ông.